# John Venn

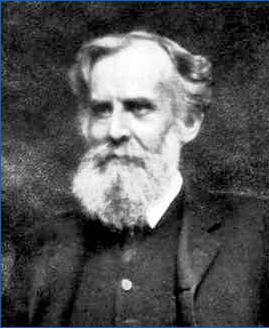
John Venn

John Venn Junior (* 4. August 1834 in Kingston upon Hull; † 4. April 1923 in Cambridge) war ein englischer Mathematiker und anglikanischer Geistlicher.

## Leben und Wirken
Venn war Sohn von Martha Venn (geborene Sykes) und des Pfarrers und Sozialreformers Henry Venn. Er wuchs zusammen mit zwei Schwestern, Henrietta und Susan, auf. Seine Mutter verstarb, als er drei Jahre alt war. Venn stammte von einer langen Reihe von evangelischen Geistlichen ab, der auch sein Großvater, John Venn Senior angehörte, der sich für die Abschaffung der Sklaverei einsetzte.
John Venn Junior folgte seiner Familientradition und wurde anglikanischer Pfarrer. Er wirkte zunächst in Cheshunt, Hertfordshire und später in Mortlake, Surrey.
Venn besuchte in London die Highgate School. Von 1853 bis 1857 studierte er am Gonville and Caius College in Cambridge. 1858 wurde er in Ely als Diakon und 1859 als Priester der Church of England ordiniert. 1862 kehrte er als Universitätsdozent nach Cambridge zurück und widmete sich unter dem Einfluss der Arbeiten von Augustus De Morgan, George Boole und John Stuart Mill der Logik und der Wahrscheinlichkeitstheorie.
Als Professor für Logik und Naturphilosophie lehrte Venn über 30 Jahre in Cambridge. Ab etwa 1890 beschäftigte er sich vorrangig mit der Geschichte seiner Universität.
Die selbst entwickelte induktive und methodologische Logik versuchte Venn mit der deduktiven und formalistischen von William Rowan Hamilton zu verknüpfen. Im Anschluss an Leonhard Euler führte er die grafische Darstellung der kategorischen Aussagen der Klassenlogik weiter (Venn-Diagramme). Er prägte den Begriff der symbolischen Logik. Weiterhin untersuchte er Probleme der Modallogik.
Zusammen mit seinem Sohn John Archibald Venn war er Herausgeber des Nachschlagewerkes Alumni Cantabrigienses.
Als Erster arbeitete Venn die Häufigkeitskonzeption der Wahrscheinlichkeit in Form einer mathematischen Theorie aus. Seine Ideen zur Wahrscheinlichkeitstheorie wurden später von Hans Reichenbach aufgegriffen und weiterentwickelt.

## Schriften
- The Logic of Chance. 1866.
- On some of the characteristics of belief scientific and religious. Macmillan, London / Cambridge 1870.
- The foundations of chance. 1872.
- Consistency and real inference.  In: Mind, 1 (1), 1876, S. 43–52.
- On the Diagrammatic and Mechanical Representation of Prepositions and Reasonings. In: Philosophical Magazine and Journal of Science, Juli 1880.
- Symbolic Logic. Macmillan, London 1881.
- The principles of empirical logic. 1889.
- The Biographical History of Gonville and Caius College, 1349–1897.
- Sermons. 2 Bände. 3. Auflage. Reprint: Nabu Press, 2010, ISBN 978-1-175-34900-2.